# Stan Levey
Stan Levey, född 5 april 1926 i Philadelphia, död 19 april 2005 i Van Nuys, Kalifornien, var en amerikansk jazzdrumslagare.
Före karriären som musiker var Levey mellan 1943 och 1949 tungviktsboxare. Han var en av de första trumslagare som spelade Bebop och West Coast jazz. Levey ingick i flera storband och spelade bland annat för Stan Kenton. Under hans senare år var han även filmmusiker och fotograf. Han skapade porträtt av Dizzy Gillespie, Charlie Parker, Lee Konitz, Andy Fitzgerald och flera andra jazzmusiker.